# Syllides edentatus
Syllides edentatus är en ringmaskart som beskrevs av Westheide 1974. Syllides edentatus ingår i släktet Syllides och familjen Syllidae. Inga underarter finns listade i Catalogue of Life.